# Charles Asati
Charles Asati   (Kisii, 3 de març de 1946) és un atleta kenyata, especialista en curses de velocitat, que va competir durant les dècades de 1960 i 1970.
El 1968 va prendre part en els Jocs Olímpics d'Estiu de Ciutat de Mèxic, on va disputar tres proves del programa d'atletisme. Va guanyar la medalla de plata en la prova dels 4x400 metres relleus, formant equip amb Daniel Rudisha, Hezahiah Nyamau i Naftali Bon, mentre en les altres dues proves quedà eliminat en sèries. Quatre anys més tard, als Jocs de Múnic, va disputar dues proves del programa d'atletisme. Formant equip amb Hezahiah Nyamau, Robert Ouko i Julius Sang, guanyà la medalla d'or en els 4x400 metres, mentre en els 400 metres fou quart.
En el seu palmarès també destaquen quatre medalles d'or i una de bronze als Jocs de la Comunitat Britànica de 1970 i 1974 i dues medalles d'or als Jocs Panafricans de 1973. També va ser campió d'Àfrica Oriental i Central dels 200 metres el 1968, 1969 i 1976; dels 400 metres el 1969 i 1975; i del relleu 4x400 metres de 1967 a 1972 i el 1976.

## Millors marques
- 100 metres llisos. 10.63" (1968)
- 200 metres llisos. 20.66" (1968)
- 400 metres llisos. 45.01" (1970)[3]